# Nous nous verrons en août
 (mai 2024).
 (mai 2024).
 (avril 2024).
La mise en forme du texte ne suit pas les recommandations de Wikipédia : il faut le « wikifier ».
Les points d'amélioration suivants sont les cas les plus fréquents. Le détail des points à revoir est peut-être précisé sur la page de discussion.
- Les titres sont pré-formatés par le logiciel. Ils ne sont ni en capitales, ni en gras.
- Le texte ne doit pas être écrit en capitales (les noms de famille non plus), ni en gras, ni en italique, ni en « petit »…
- Le gras n'est utilisé que pour surligner le titre de l'article dans l'introduction, une seule fois.
- L'italique est rarement utilisé : mots en langue étrangère, titres d'œuvres, noms de bateaux, etc.
- Les citations ne sont pas en italique mais en corps de texte normal. Elles sont entourées par des guillemets français : « et ».
- Les listes à puces sont à éviter, des paragraphes rédigés étant largement préférés. Les tableaux sont à réserver à la présentation de données structurées (résultats, etc.).
- Les appels de note de bas de page (petits chiffres en exposant, introduits par l'outil «  Source ») sont à placer entre la fin de phrase et le point final[comme ça].
- Les liens internes (vers d'autres articles de Wikipédia) sont à choisir avec parcimonie. Créez des liens vers des articles approfondissant le sujet. Les termes génériques sans rapport avec le sujet sont à éviter, ainsi que les répétitions de liens vers un même terme.
- Les liens externes sont à placer uniquement dans une section « Liens externes », à la fin de l'article. Ces liens sont à choisir avec parcimonie suivant les règles définies. Si un lien sert de source à l'article, son insertion dans le texte est à faire par les notes de bas de page.
- La présentation des références doit suivre les conventions bibliographiques. Il est recommandé d'utiliser les modèles {{Ouvrage}}, {{Chapitre}}, {{Article}}, {{Lien web}} et/ou {{Bibliographie}}. Le mode d'édition visuel peut mettre en forme automatiquement les références.
- Insérer une infobox (cadre d'informations à droite) n'est pas obligatoire pour parachever la mise en page.

Pour une aide détaillée, merci de consulter Aide:Wikification.
Si vous pensez que ces points ont été résolus, vous pouvez retirer ce bandeau et améliorer la mise en forme d'un autre article.
 (avril 2024).
Nous nous verrons en août (titre original : En agosto nos vemos) est un roman de langue espagnole. C'est une œuvre posthume de l’écrivain colombien Gabriel García Márquez, mort le 17 avril 2014,,,. Elle est sortie le 6 mars 2024 à l'occasion de son 97ème anniversaire.

## Composition du roman
Gabriel García Márquez commence l’écriture de ce roman court en 1999. Il fait une première lecture publique de son roman dans la même année et dévoile le premier chapitre lors d’un forum littéraire à Madrid.
À l'origine, l'auteur a envisagé cette histoire comme une nouvelle. Au fil de révisions et de publications sur divers supports, elle a évolué pour devenir un brouillon de roman. Ce texte devait inclure trois autres parties, dont le point commun était des « histoires d'amour de gens âgés ». L'amour aurait été le thème central. L’auteur déclare en 2004 qu’il était « assez satisfait » du développement du protagoniste, et non du résultat final. Dès lors, il retravaille toujours ses écrits jusqu'à ce que ces derniers lui conviennent. Ainsi, il produit au moins cinq versions du roman, ce qui compliquera la publication. Finalement, il abandonne, rend un jugement défavorable et laisse le roman inachevé. Garcia a même demandé à un de ses fils d'assurer la destruction de ce roman.
Dix ans après sa mort, les universitaires, qui ont lu l'histoire éparpillée sur 769 pages, ont convaincu les deux frères de réunir ces épreuves dans un livre posthume. Nous nous verrons en août est publié par ses fils pour commémorer le travail de leur père. Rodrigo et Gonzalo García Barcha se lancent dans un travail d’archéologue pour lier entre eux les fragments du court roman.
Il est publié le jour anniversaire de sa mort, le 6 mars 2024. L'ouvrage est conservé par l’Université du Texas à Austin, Harry Ransom Center (en),.
Considéré comme un roman posthume, les éditeurs notent qu’il est le résultat d'un ultime effort créatif.

## Résumé
Nous nous verrons en août relate l'histoire d'Ana Magdalena Bach qui, une fois par an, le 16 août, prend le ferry pour se rendre sur une île caribéenne où est enterrée sa mère. Son habitude est de déposer un bouquet de glaïeuls sur sa tombe et ne passer qu'une nuit dans le vieil l'Hôtel del Senador avant de retrouver son mari. Cependant, l'été de ses 46 ans, ses habitudes sont chamboulées. Ce soir-là, elle fait la rencontre un homme dans un bar et cède à la tentation, trompant son époux Domenico pour la première fois.
Bien que l'homme l'ait prise pour une prostituée, Ana Magdalena reste obsédée par cette rencontre. L'année suivante, elle ne croise pas cet homme. Néanmoins, elle commence une nouvelle phase de sa vie où chaque été, elle vivra une nouvelle aventure, allant d'une liaison avec un évêque en vacances à une rencontre avec un tueur en série, ou encore à des retrouvailles avec un ami d'enfance. Pendant ce temps, son mariage se détériore. Jusqu'à ce qu'elle comprenne pourquoi sa mère a choisi cet endroit comme dernier repos.

## Personnages

### Ana Magdalena
Ana Magdalena, 46 ans, est mariée à Domenico depuis près de 30 ans et ils ont deux enfants. Cependant, elle ressent le désir de faire croitre sa liberté personnelle après tant d'années de mariage. Elle se lance dans l'adultère, des histoires d'amour en dehors de son mariage. La protagoniste a une habitude qui est que tous les étés, elle se rend sur une île afin de se recueillir sur la sépulture de sa mère.

### Domenico
Domenico est l'époux de la protagoniste. Leur relation est loin des stéréotypes d'un "vieux couple", marquée par une existence paisible. Il travaille comme chef d'orchestre.

## Thème central: l'adultère
Une postface éditoriale éclaire ce divertissement intime et bien éloigné des récits épiques. Au lieu de se concentrer sur des aventures grandioses, le conte explore les relations sexuelles extraconjugales d'Ana Magdalena. La protagoniste est tiraillée entre recherche de liberté et poids de la culpabilité. C'est une réflexion sur une femme qui surmonte ses préjugés pour succomber au plaisir.

## Citation
« Chaque 16 août à la même heure, elle faisait le même voyage, prenait le même taxi, s’arrêtait chez la même fleuriste et, sous un soleil de feu, dans ce même cimetière indigent, venait poser un nouveau bouquet de glaïeuls sur la tombe de sa mère. Puis il ne lui restait plus rien à faire jusqu’au lendemain, à neuf heures du matin, quand le premier bac du retour prenait la mer. »

—  Gabriel García Márquez, traduction par Gabriel Laculli,  Nous nous verrons en août, chap. 1, Éditions Grasset, p. 4 